# Mytesim Këlliçi
Mytesim Këlliçi (ur. 1866, zm. 1924) – albański duchowny muzułmański. Po ukończeniu studiów teologicznych w Konstantynopolu pełnił funkcję muftiego Kavajë, a w 1920 roku był deputowanym do Rady Narodowej Albanii.